# فرانتس فدراشمیت
فرانتس فدراشمیت (انگلیسی: Franz Federschmidt; ۲۱ فوریهٔ ۱۸۹۴ – ۱۴ آوریل ۱۹۵۶) قایقران روئینگ اهل ایالات متحده آمریکا بود.